# Protospatarij
Protospatarij (grško starogrško πρωτοσπαθάριος [prōtospatharios], prvi spatarij) je bil v srednjem bizantinskem obdobju od 8. do 12. stoletja eden od najvišjih dvornih položajev, ki so ga podeljevali zaslužnim generalom, guvernerjem provinc in tujim vladarjem. Na pečatih in dokumentih so naslov prōtospatharios pogosto zapisali z άσπαθάριος (aspatharios, alfa spatharios), ker je grška črka α lahko pomenila tudi ena ali prvi. 

## Zgodovina
Pomen naslova protospatarij kaže na njegovo prvotno vlogo poveljnika vojaškega reda cesarjevih gardistov - spatarijev, ki so se pojavili že v 6. stoletju. Vojaški naslov se je verjetno v obdobju Heraklijev (610-705) pretvoril v  častni naslov (δια βραβείου άξια [dia brabeiou axia], za nagrado) in se je od takrat dalje podeljeval visoko rangiranim guvernerjem tém, visokim dvornim uradnkom in vladarjem zavezniških držav. V pisnih virih je protospatarij prvič omenjen leta 718 v Kroniki Teofana Spovednika kot "Sergij, protospatarij in strateg Sicilije". Zapis iz poznega  9. stoletja pravi, da je bil položaj protospatarija  pod položajem patricija (patrikios) in nad položajem dishipata (dishypatos). Položaj protospatarija je pomenil tudi vstopnico v bizantinski Senat. 
Kako prestižen je bil položaj protospatarija opisuje dobro poznana zgodba iz knjige  De administrando imperio Konstantina Porfirogeneta (913-959): med vladanjem Konstantinovega očeta Leona VI. Modrega (886-912) je ostarel duhovnik Nee Ekklesie z imenom Ktenas za imenovanje na položaj protospatarija plačal 60 liber zlata (približno 19,4 kg), kar je bilo enako šestdesetim letnim plačam po 72 zlatih solidov, ki jih je  kasneje zaslužil na tem položaju. Ktenas svojega novega položaja ni užival prav dolgo, ker je že dve leti kasneje umrl.
Položaj protospatarija je, podobno kot drugi dvorni položaji iz srednjega bizantinskega obdobja, v 11. stoletju izgubil svoj ugled. Zadnjikrat se je dokazano uporabil leta 1115, čeprav ga pseudo-Kodinos omenja še sredi 14. stoletja.

## Protospatariji s posebnimi zadolžitvami
Nekateri protospatariji so imeli posebne zadolžitve:
- Protospatarij Hrisotriklinija (grško: πρωτοσπαθάριος τοῦ Χρυσοτρικλίνου) je bil vodja glavne sprejemne dvorane Velike palače v Konstanoplu.[6]
- Protospatarij Lausiakosa (grško: πρωτοσπαθάριος τοῦ Λαυσιακοῦ) je bil vodja ene od glavnih dvoran ob Hrisotrikliniju, ki je služila za slavnostna srečanja. Osebje Lausiakosa (oikeiakoi) je bilo zelo verjetno zadolženo tudi za pripravo državnih slovesnosti.[7]
- Protospatarij ali katepan basilikoi anthrōpoi (grško: πρωτοσπαθάριος/κατεπάνω τῶν βασιλικῶν) je bil vodja zbora nižjih dvornih služabnikov, vključno s tujci. Omenjen je tudi kot eden od stratarhov, se pravi, da je imel tudi neznane vojaške zadolžitve. Med njegove podrejene so spadali nižji uradniki, na primer spatharioi in kandidatoi. Njegov glavni pomočnik je bil domestik.[8]
- Prōtospatharios tēs Fialēs (grško: πρωτοσπαθάριος τῆς Φιάλης) je bil sodnik za veslače v bizantinski vojni mornarici, ki je bila zasidrana okoli Konstantinopla. Njegove natančne zadolžitve so nejasne, tako kot je nejasna vsebina besede fialēs, ki v dobesednem prevodu pomeni vodna kotanja. Naslov bi se lahko nanašal na prostor v pristanišču cesarske palače Bukoleon.[2]